# Ганнопільська сільська рада (Вовчанський район)
Ганнопільська сільська́ ра́да — колишня адміністративно-територіальна одиниця та орган місцевого самоврядування в Вовчанському районі Харківської області. Адміністративний центр — село Ганнопілля.
З 1923 року, сільська рада входила до складу Білоколодязького району, а після його розформування у 1929 році, Вовчанського району.
Станом на 1930 рік, сільській раді були підпорядковані такі населені пункти: 
| Назва                  | Кількість господарств | Кількість осіб в них |
| ---------------------- | --------------------- | -------------------- |
| Ганнопілля             | 116                   | 755                  |
| Ганнопільський радгосп | 10                    | 44                   |
| Капланівка             | 14                    | 91                   |
| Всього                 | 140                   | 890                  |

Пізніше, сільська рада була розформована, а її територія була включена до складу Петропавлівської сільської ради.
На території сільської ради діяв радгосп.